# Kim Hyok-bong
Kim Hyok-bong (28 oktober 1985) is een voormalige Noord-Koreaanse professioneel tafeltennisser. Hij speelde rechtshandig met de shakehandgreep. Kim is zijn achternaam.
Hij vertegenwoordigde zijn land op de Olympische Zomerspelen van 2008 en 2012.

## Belangrijkste resultaten
- Goud in het gemengd dubbel op de Wereldkampioenschappen tafeltennis 2013 met Kim Jong.
- Brons in het gemengd dubbel op de Wereldkampioenschappen tafeltennis 2015 met Kim Jong.